# Acidente do Embraer EMB-820C prefixo PT-ENM em 2015
O acidente do Embraer 820C prefixo PT-ENM em 2015 refere-se ao pouso forçado realizado por uma aeronave Embraer EMB-820C, operada pela MS Táxi Aéreo, em Rochedo, Mato Grosso do Sul, Brasil, no dia 24 de maio de 2015. No avião, estavam Luciano Huck, Angélica, seus três filhos e duas babás, além do piloto e co-piloto. Os nove sofreram ferimentos leves.

## Aeronave
A aeronave era uma Embraer EMB-820C prefixo PT-ENM, pertencente à MS Táxi Aéreo. Sua documentação estava regular.

## Acidente
A aeronave decolou da Estância Caiman em Miranda, Mato Grosso do Sul, Brasil, seguindo para Campo Grande. Às 10h52, horário local, o piloto disse à torre de controle que faria pouso forçado por estar em situação de emergência.

## Investigação
Foi enviado um helicóptero da Base Aérea de Campo Grande para acompanhar a investigação e apoiar nos trabalhos. Técnicos do Quarto Serviço de Prevenção e Investigação de Acidentes (SERIPA 4) foram deslocados até o fim da manhã para conduzir as apurações e realizar a perícia.
Foi apontado que o capacitor do avião estava instalado de forma invertida, mostrando dados incorretos de quantidade de combustível. Isso fez o motor "morrer no ar". Segundo o relatório final, divulgado em abril de 2017 pelo Centro de Investigação e Prevenção de Acidentes Aeronáuticos (CENIPA), o piloto acreditou que havia combustível na asa esquerda, o que não era verdade. Após o pouso, a asa esquerda estava sem combustível, mas a asa direita tinha aproximadamente 320 litros. Se os sensores estivessem instalados corretamente, os pilotos poderiam ter usado o combustível da asa direita. No entanto, o relatório também aponta que o piloto e o copiloto não cumpriram o checklist obrigatório para casos de pane. Em janeiro de 2021, a Polícia Civil finalizou as perícias do inquérito sobre o acidente, concluindo que o pouso ocorreu devido à instalação invertida do capacitor, provocando uma pane seca.
Em 2019, a empresa MS Táxi Aéreo foi a primeira do país a ser cassada por fazer voos clandestinos, e foi multada em 75 mil reais por irregularidades em três aeronaves. A empresa também cometia os crimes de caixa dois, fraude documental, falsidade ideológica e outros.